# Tiritiri Matangi
Tiritiri Matangi est une île située dans le golfe de Hauraki en Nouvelle-Zélande, à 3,4 km à l'est de la péninsule de Whangaparaoa sur l'île du Nord et à 30 km au nord-est d'Auckland. Elle fait partie du district de Rodney dans la région d'Auckland.
C'est une réserve naturelle ouverte qui est gérée par les Partisans de Tiritiri Matangi Incorporated, sous la supervision du Ministère de la Conservation. Elle est réputée pour ses oiseaux , notamment le takahē, le kōkako de l'île du Nord et le kiwi. L'île attire entre 30.000 et 32.000 visiteurs par an, ce dernier chiffre étant le maximum autorisé. 
Le nom, qui signifie « jeté par le vent » en Maori de Nouvelle-Zélande, est généralement raccourci pour devenir Tiritiri. La mythologie maorie considère l'île comme un flotteur de filet de pêche ancestral.

## Histoire

### Colonisation humaine

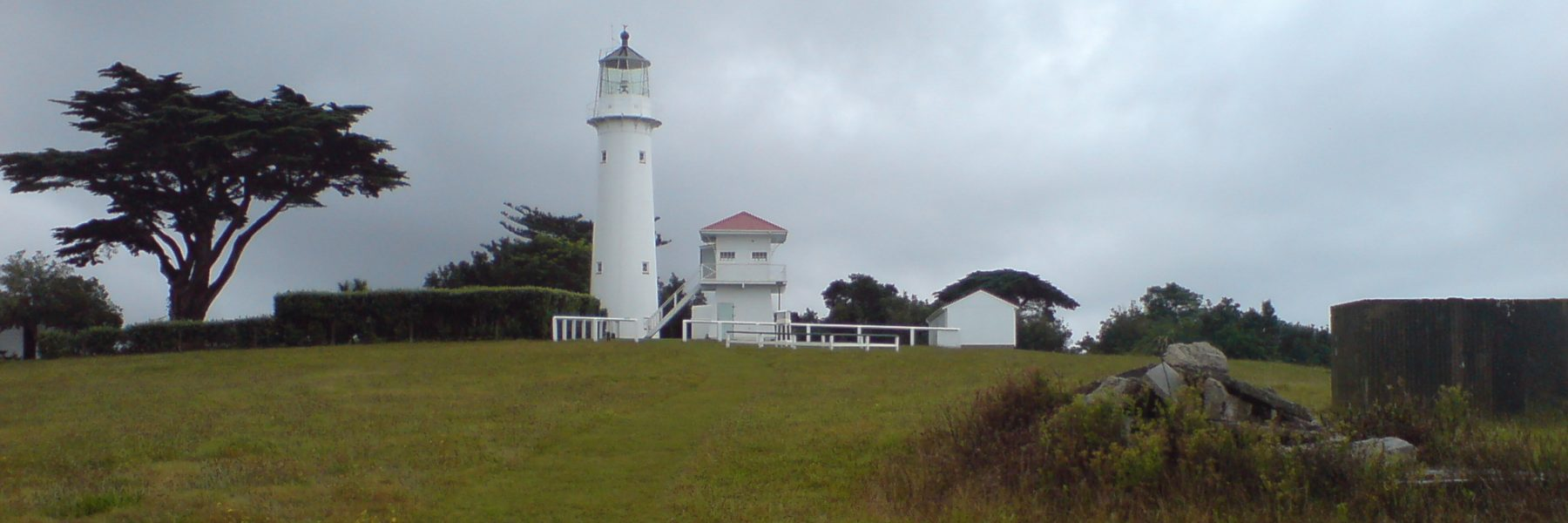
Phare

Les premiers habitants de l'île ont été les Maoris qui se sont installés sur l'île pour la pêche au requin. Les colons européens (Pākehā) sont arrivés au début du 19e siècle. En 1841, la terre à la Couronne britannique dans le cadre du bloc Mahurangi. En 1867, le tribunal foncier maori attribua définitivement le titre à la Couronne.
Le phare de Tiritiri Matangi a été construit près de l'extrémité sud en 1864 et reste en activité. En 1956, une source de lumière au xénon a été installée sur le phare, créant ainsi le faisceau lumineux le plus puissant jamais créé à l'époque par un phare néo-zélandais. Avec une puissance de 11 millions de candelas et une portée de 58 milles marins (environ 107 km), il est l’un des feux les plus puissants au monde. Depuis 1971 la gestion de l'île a e été confiée au conseil du parc maritime du golfe Hauraki.

### Régénération et sanctuaire
On espérait que la forêt indigène se régénérerait naturellement, faisant de l'île un habitat propice à la vie des oiseaux indigènes, car il lui manquait des prédateurs introduits tels que les mustélidés présents sur le continent. Cependant, le reboisement se fait très lentement et un grand nombre de volontaires ont été recrutés pour planter des jeunes arbres et semer des graines d’arbres. Plus de 250.000 arbres et arbustes indigènes de plus de 30 espèces différentes ont été plantés dans le projet de revégétalisation de 1984 à 1994.

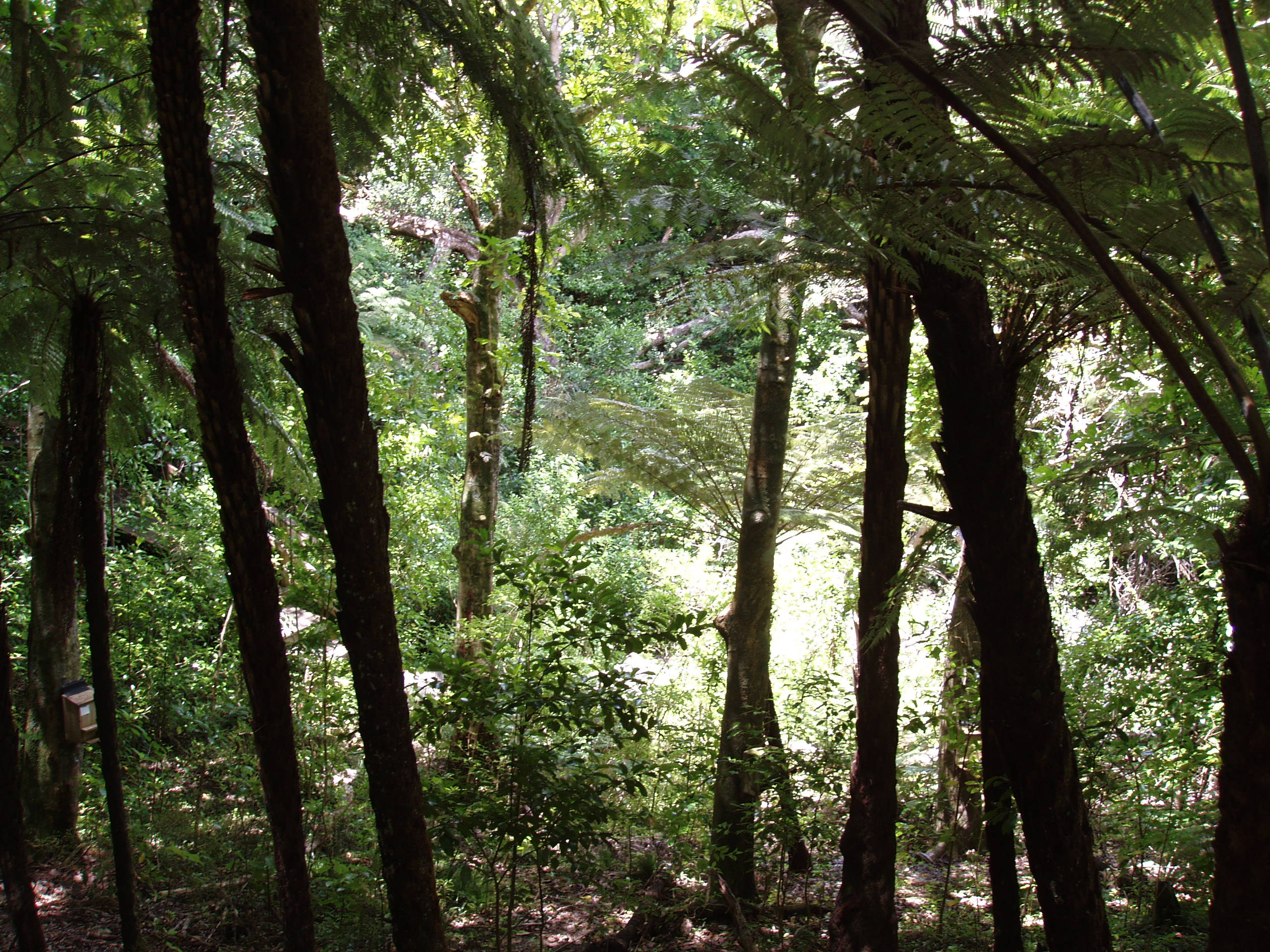
Forêt De tiritiri Matangi

Une autre intervention a été l’éradication en 1993 du rat polynésien, appelé kiore par les Maoris, détruisant les semis et se disputant la nourriture avec les oiseaux. Les rats ont été tués par un parachutage d'appâts empoisonnés, ce qui a été controversé en raison de son manque de planification et de ses effets sur d'autres espèces sauvages. Par exemple, 90% des pukeko de l'île ont été tués. 
Quatre-vingt-sept espèces d'oiseaux ont été observées sur l'île ou à proximité. Onze espèces indigènes ont été transférées sur l'île dans le cadre du projet de restauration en cours. Il s'agit de la perruche rouge couronnée kākāriki, du créadion de Lesson, de la sarcelle de Nouvelle-Zélande, du mohoua à tête blanche, du takahé du Sud, du kiwi d'Owen, du hihi  de Nouvelle-Zélande, du glaucope de Wilson, du mégalure matata, du miro mésange et du xénique grimpeur. Soixante sphenodons  furent réintroduits en 2003, le gecko de Duvaucel en 2006 et un grand insecte wetapunga en 2011. Les espèces non indigènes toujours présentes incluent la caille tasmane. Le succès du projet de conservation a encouragé la création de plusieurs projets similaires autour du Golfe de Hauraki (île Motuihe (en), Motuora (en) et Motutapu. Le parc régional de Shakespear, la terre la plus proche de la pointe de la péninsule de Whangaparaoa, est récemment (2011) devenu un sanctuaire exempt de parasites pour les mammifères, augmentant ainsi l'immigration des oiseaux de Tiritiri sur le continent voisin.
Un ferry quotidien débarque les passagers d'une journée et des visites guidées sont également proposées. C'est une destination populaire pour les excursionnistes, dont les voyages sont souvent complets, attirant environ 30.000 visiteurs par an, qui apprécient le chant des oiseaux rarement entendue sur le continent. L'île a accueilli plusieurs dizaines de milliers de volontaires de la préservation de la nature.